# Ёлка (певица)
Елизаве́та Вальдема́ровна Иванци́в (укр. Єлизавета Вальдемарівна Іванців (Йолка); род. 2 июля 1982, Ужгород, Закарпатская область, УССР, СССР), более известная как Ёлка и ЯАVЬ (произносится как Явь) — украинская и российская  поп-певица.
Начала музыкальную карьеру в составе ужгородской группы B&B. В 2004 году подписала контракт с Владом Валовым и выпустила успешный дебютный альбом «Город обмана», с хитами «Девочка в Пежо» и «Хорошее настроение». Впоследствии в сотрудничестве с Валовым были выпущены ещё два альбома: «Тени» и «Этот великолепный мир», которые не были такими же успешными, как и дебютная работа исполнительницы.
С 2010 по 2012 год выступала судьёй на украинском телешоу «X-Фактор». В 2011 году получила большую популярность с песней «Прованс» и стала номинантом в трёх категориях на премии «Муз-ТВ» 2011 года. Четвёртая студийная работа певицы «Точки расставлены» получила успех как у музыкальных журналистов, так и у публики. Альбом получил положительные отзывы от критиков, которые посчитали его лучшим поп-альбомом 2011 года. Такие журналы, как «Афиша», «Time Out» и «Interview» внесли пластинку в свои редакционные списки главных альбомов года. «Точки расставлены» также возглавил российский рейтинг продаж альбомов «2М. Россия Топ-25». По итогам 2012 года Ёлка была признана самым ротируемым исполнителем на российских радиостанциях.
Восьмикратная обладательница российской музыкальной премии «Золотой граммофон» радиостанции «Русское радио» (за песни «Мальчик-красавчик», «Около тебя», «Лети, Лиза», «Грею счастье», «Мир открывается», дважды за песню «Прованс» и «Мне легко») и номинантом премии Russia Music Awards телеканала MTV. В 2011 году признана «Певицей года» по версии журнала Glamour и вошла в тройку самых успешных деятелей украинского шоу-бизнеса, по версии издания «Фокус». В этом же году признана «Певицей года» на российской ежегодной премии в области популярной музыки по итогам хит-парада «Звуковая дорожка» газеты «Московский комсомолец». В 2020 году в рамках премии Top Hit Music Awards получила звание «артист десятилетия», так как статистический музыкальный сервис TopHit установил, что «за последние 10 лет её песни прозвучали в эфире различных радиостанций порядка 19 миллионов раз».

## Биография

### 1982—2001: Детство и юность
Родилась 2 июля 1982 года в Ужгороде. Поначалу училась в средней школе № 8 г. Ужгорода, а окончила учёбу в школе № 19. Выросла в музыкальной семье, отец — Вальдемар Миронович Иванцив (1957—13 июня 2012, Ужгород) — коллекционер джазовой музыки, мать — Марина Эдуардовна Ляшенко — музыкант, играющая на трёх инструментах, бабушка и дедушка пели в Закарпатском народном хоре, Елизавета пела в школьном хоре, затем перешла в вокальный кружок во Дворце пионеров. Во время учёбы в школе принимала участие в школьном КВН. Приобрела локальную популярность благодаря команде КВН ужгородских школьников «Палата № 6», в 2001—2003 годах преобразованной в сборную Ужгорода и Винницы. По словам исполнительницы, свой псевдоним она не придумывала специально. С одиннадцати лет её все стали называть Ёлкой, после того, как «один из друзей ляпнул: „Ёлка“, кто-то услышал — и понеслось». «…да я на своё имя с одиннадцати лет не откликаюсь. Даже мама Ёлочкой зовет. Только папа всё помнит и очень неадекватно реагирует, когда моё имя забывают друзья. Он им сразу всю растительность Красной книги перечисляет, особенно когда в ночи звонят», — рассказывала артистка.
Поступала в музыкальное училище по классу вокала, но не окончила. По её словам, у неё не складывались отношения с преподавателями. В середине 1990-х годов вошла в состав ужгородской группы «B&B», где выступала в качестве бэк-вокалистки.

### 2001—2005: Начало карьеры и альбом «Город обмана»
…в моей жизни всё-таки имеет место история Золушки. Причём встреча с Владом произошла в тот момент, когда я себе окончательно запретила даже мечтать о большой сцене. Тогда мной владел юношеский максимализм, я негодовала по поводу того, что я вижу на экране телевизора. Я не могла понять, почему многие артисты, не умея петь и не имея хорошего репертуара регулярно появляются в эфире? Я думала: «Дайте мне хоть раскладушку в этом городе, и я вам покажу, что такое настоящий артист!»
В 2001 году группа «B&B» выступала на международном фестивале Rap Music’01, где Ёлку заметил Влад Валов, лидер группы Bad Balance, который впоследствии стал первым продюсером певицы. После группа распалась, и певица какое-то время не появлялась на сцене. В это время она отказалась от мечты стать артистом и устроилась работать официанткой в кафе. Через три года Ёлке позвонили из компании Валова, и она переехала в Москву. Владислав Валов подписал контракт с Ёлкой и одной из первых записанных с ним песен стала «Слова сказаны тобой», вошедшая в сборник «Девушки атакуют».
В 2004 году выступила в концерте на дне памяти Михея со своей группой, в которую также входили два гитариста и диджей Lenar. На концерте Ёлка исполнила песню Михея «Сука-любовь». Продолжив сотрудничество с Валовым, певица записала песню его сочинения «Город обмана». Композиция была выпущена на радио летом 2004 года и стала первым хитом Ёлки, попав в хит-парад радиостанции «Максимум» и продержавшись в нём двенадцать недель.
9 ноября 2005 года вышел дебютный альбом исполнительницы, под названием «Город обмана». Работа над диском, выпущенным на лейбле 100Pro, была закончена ещё в середине 2005 года, и, как рассказывала исполнительница, пластинка писалась «на одном дыхании». Ёлка представила музыку в различной стилистике, которую относили и к року (из-за гитарных партий) и к хип-хопу (из-за «ломаных» ритмов и скретчей). Сама певица описала свой стиль, как «тяжёлый гитарный R&B». В NewsMusic.ru писали, что «в России подобный микс делается впервые». Альбом был встречен с различными мнениями. Рита Скитер в InterMedia положительно отозвалась о работе, сказав: «Ёлка и Валов нашли способ сделать этот жанр [R&B] по-настоящему конкурентоспособным даже на нашем рынке с его национальными особенностями». Андрей Никиткин в Rap.ru писал, что Ёлка — это всё-таки поп-проект, но «весьма качественный. Вобравший в себя элементы как r’n’b, так и рока, реггей, шансона и эстрады. И рассчитанный не столько на поклонников какого-то из этих стилей, сколько на широкую аудиторию». Борис Барабанов в газете «Коммерсантъ» также говорил о певице, как о главной надежде российской поп-музыки.
В 2005 году Ёлка стала номинантом на премию RMA канала MTV, в номинации «Лучший рэп». С альбома также было выпущено ещё несколько синглов, в том числе успешные песни «Девочка в Пежо» и «Хорошее настроение», последняя из которых достигла 56 позиции в российском радиочарте.

### 2006—2009: Альбомы «Тени» и «Этот великолепный мир»
В 2006 году певица выпустила синглом песню «Девочка-студентка», которая попала на 17 место в российском радиочарте. 19 октября в свет вышел второй студийный альбом Ёлки «Тени». Елена Кузьмина в Jamsession.ru писала, что пластинка продолжила традиции первого альбома и описывала в основном городскую жизнь. Гуру Кен из NewsMusic.ru посчитал, что в новом альбоме Ёлка представила слишком попсовый материал и отмечал, что он уже не вызывал такого ажиотажа, как первый. «Спроецированный на романтичную подростковую аудиторию, второй альбом Ёлки „Тени“ вряд ли станет событием года. Но подтвердить, что r’n’b-проекты в России ещё живут, и даже собирают битком набитые крошечные (но пафосные) клубы — этот альбом сможет», — отмечал автор. В марте Ёлка озвучила Красную Шапку в российском дубляже мультфильма «Правдивая история Красной Шапки».
В 2007 году исполнительница получила премию «Золотой граммофон» за песню «Мальчик-красавчик».

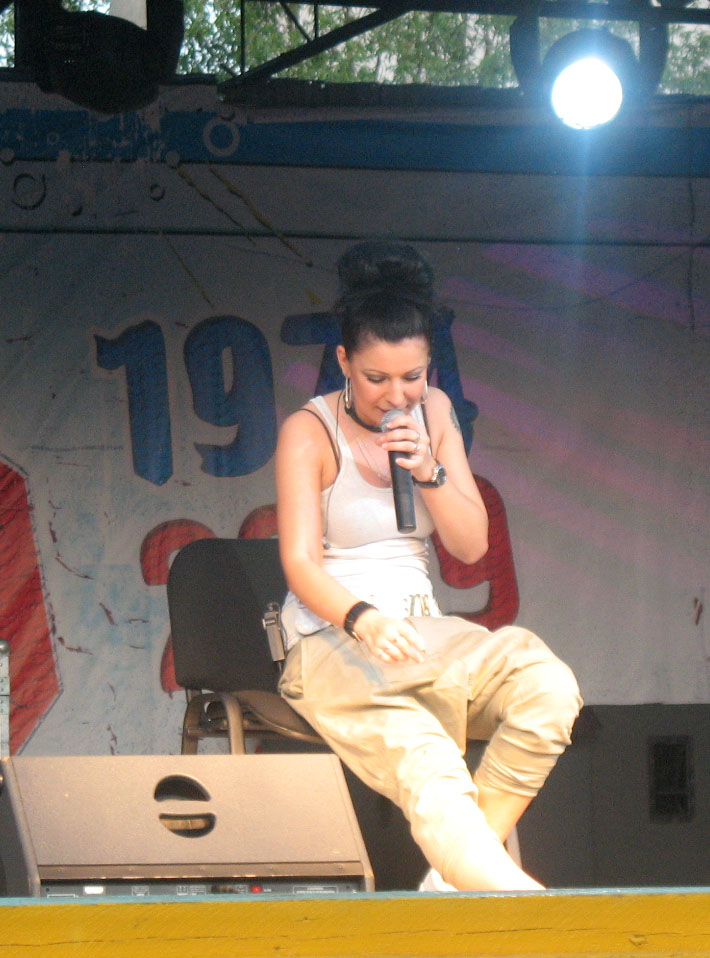
Выступление на БАМе, 2009 год

В апреле 2008 годы вышел третий альбом Ёлки «Этот великолепный мир». Новую работу певица называла более спокойной и философской. «В первом альбоме были ярко выраженные тенденции внутреннего протеста, борьбы, насущных проблем. А сейчас я постаралась записать более миролюбивый альбом, потому что пришла к пониманию того, что очень многие проблемы можно сглаживать любовью», — рассказывала артистка. В 2008 году она также номинировалась на премию Муз-ТВ, в категории «Лучший хип-хоп проект». В этом же году записала с рэпером Al Solo совместную композицию «Счастье». Песня была включена в экспериментальный альбом певицы «Ёлка. Дуэты», в который вошли пятнадцать композиций, записанных с артистами российской хип-хоп/R&B сцены. В сентябре была представлена первая украиноязычная песня исполнительницы под названием «Свобода». На радиостанции «Курс» предполагали, что композиция была записана в связи с политическими изменениями на Украине. «Эта лёгкая и светлая композиция расскажет о свободе. Хотя она и была написана под впечатлением от не самых приятных происшествий на родине певицы», — писали на сайте «Курса».
В 2009 году певица выпустила две новые песни: «Сны» и «Твои слова», на последнюю из которых был снят видеоклип. Композиция была записана для четвёртого студийного альбома Ёлки. Работа над четвёртым альбомом поначалу велась с Валовым, но после завершения контракта с Ёлкой, сотрудничество было прекращено и записанная песня «Твои слова» не вошла ни в один альбом певицы. Песня «Сны» была впоследствии включена в четвёртый альбом, но под названием «Мне бы в твои сны…» и в другой аранжировке.

### 2010—2011: Перемены в творчестве и альбом «Точки расставлены»
После релиза третьего студийного альбома в творчестве Ёлки стали происходить перемены. Алексей Мажаев в InterMedia отмечал, что певица зашла в тупик, но «ставить крест» на ней ещё рано. Журналист советовал ей расширить круг авторов и потренироваться в интонировании («для этого подходят шедевры мировой эстрады и рока разных лет»). Денис Ступников в KM.ru писал, что артистка вняла этому совету и в 2009 году на рок-трибьюте Аллы Пугачёвой она исполнила балладу «Ты на свете есть», а через год закончился её контракт с продюсером Владом Валовым. После Ёлка стала работать с Лианой Меладзе и Алёной Михайловой из Velvet Music, а в 2010 году стала судьёй на украинском шоу «X-Фактор». По словам артистки, к переменам в жизни её подтолкнуло интервью, которое она дала Алле Пугачёвой за год до появления песни «Прованс»:

За год до «Прованса» меня пригласила к себе на передачу радио «Алла» сама Пугачева. И разговор с ней, наряду с несколькими другими важными разговорами, меня здорово простимулировал. Мы с Аллой Борисовной очень душевно поговорили! Я ушла с таким впечатлением! Я говорила ей, что у меня своя маленькая ниша, и мне не надо большего. Она спрашивает — а если я захочу прийти к тебе на концерт, куда ты меня пригласишь? Или захочу в гости приехать, куда ты меня позовешь? И меня это задело.— Ёлка
В творчестве певицы происходит «коренной перелом». Если раньше песни Ёлки были исполнены в стилях R&B и альтернативного рока, то теперь они стали более позитивными и выдержаны в стиле поп. 20 сентября певица выпустила новый сингл «Прованс», написанный молодым украинским автором Егором Солодовниковым. В начале 2011 года песня стала большим хитом. Новый альбом певица описывала, как отражающий её внутреннее состояние. «Любой артист, даже с минимальными творческими амбициями, хочет, чтобы его слушали и слышали. К 29 годам я осознала, что быть поп-певицей — это не то что не позорно, а очень даже круто», — рассказывала Ёлка в интервью «Звукам. Ру». Успех «Прованса» помог певице получить три номинации на премию Муз-ТВ 2011 года, в категориях «Лучшая певица», «Лучшая песня» и «Лучшее видео». В июне исполнительница вошла в список самых успешных деятелей шоу-бизнеса Украины за сезон 2010—2011 годов, составленного украинским изданием «Фокус». Певица была помещена на десятую строчку в рейтинге. В 2011 году также были выпущены такие успешные синглы, как хиты номер один в российском радиочарте «На большом воздушном шаре» и «Около тебя». В сентябре был представлен дуэт Ёлки и Павла Воли — песня «Мальчик». 1 октября на церемонии вручения наград премии RU.TV, исполнительница получила награду в категории «Лучшая песня» за композицию «Прованс».
Четвёртый студийный альбом певицы «Точки расставлены» был выпущен 18 ноября 2011 года на «Яндекс. Музыке». Музыкальные критики высоко оценили работу, назвав её одним из лучших поп-альбомов года. В этом же месяце Ёлка стала «Певицей года» по версии журнала Glamour, а 26 ноября получила свою вторую награду «Золотой граммофон» за песню «Прованс». В декабре московский журнал Time Out отметил работы певицы и внёс её композицию «Прованс» в свой редакционный список «100 песен, изменивших нашу жизнь», а альбом «Точки расставлены» в список «25 главных альбомов 2011-го». Журнал «Афиша» также внёс «Точки расставлены» в свой редакционный список главных альбомов 2011 года, в категории «душа года». Музыкальная редакция сайта журнала Interview внесла диск в список лучших альбомов года, в категории «российский женский поп». Редакция музыкального раздела Lenta.ru внесла композицию «На большом воздушном шаре» в свой список главных песен года.

### 2012—2015: Успех и дальнейшее развитие, альбом «#Небы»

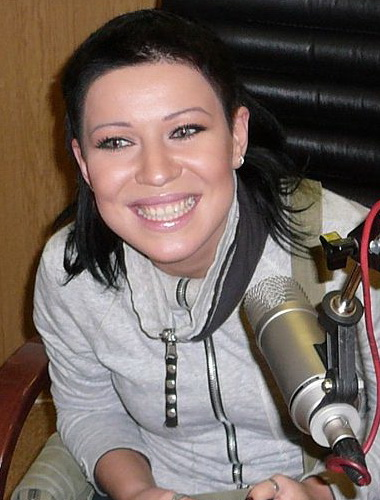
Радиостанция «Эхо Москвы», 2012 год

В начале 2012 года появились сообщения, что Ёлка собирается выпустить новый альбом в середине года, хотя предшествующий диск вышел только в ноябре 2011 года. По словам певицы, на тот момент у неё уже появилось несколько новых песен, которые она собирается записать в студии. В конце января вышел клип «Влади», участника группы «Каста», на песню «Сочиняй мечты», в котором снялась Ёлка. 2 февраля 2012 года диск «Точки расставлены» возглавил российский чарт альбомов «2М. Россия Топ-25». 26 марта стало известно, что певица номинирована в четырёх категориях, — «Лучшая исполнительница», «Лучший альбом» (Точки расставлены), «Лучшая песня» («Около тебя») и «Лучший дуэт» (с Павлом Волей) («Мальчик»), — на премии Муз-ТВ 2012. По итогам премии Ёлка получила награду в номинации «Лучшая исполнительница». Из-за возросшей популярности исполнительницы ей пришлось отказаться от продолжения участия в телевизионном проекте «X-фактор». В третьем сезоне место Ёлки за судейским столом заняла певица Ирина Дубцова. В очередном рейтинге самых успешных звёзд украинского шоу-бизнеса издания «Фокус» Ёлка заняла 18 место: её доход на Украине за сезон 2011—2012 годов составил около полутора миллионов долларов.
20 апреля состоялся концерт певицы в новом зале «Север» спортивного комплекса «Олимпийский». В ходе концерта Ёлка представила две новые композиции — «Выше» и «Хочу». Последняя из композиций была выпущена в качестве сингла, вошла в саундтрек к фильму «Любовь с акцентом» и получила положительные отзывы в прессе.

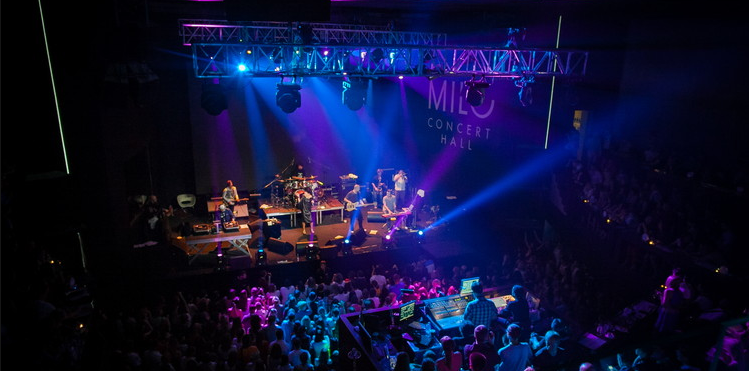
Выступление в клубе Milo Concert Hall. Нижний Новгород, 2013 год

21 сентября Ёлка открыла новый осенний тур по России концертом в московском клубе «16 тонн». Также были запланированы выступления певицы в США. Помимо этого, в рамках творческого вечера Константина Меладзе на «Новой волне» Ёлка исполнила песню Валерия Меладзе «Посредине лета». На премии RU.TV 2012 Ёлка получила награду в номинации «Лучшая песня» за композицию «Около тебя».
8 октября в журнале «Афиша» была представлена совместная песня Ёлки и группы «Мегаполис»: кавер-версия песни Александра Синицына «Звёзды, звёзды». Композиция, как и ещё четыре песни, была записана совместно с «Мегаполисом» для сериала «Схватка», в котором певица сыграла эпизодическую роль. 4 декабря состоялся цифровой релиз нового мини-альбома «Негромкий концерт», записанного на московских концертах певицы в концертном зале «Мир».
Альбом был выпущен в iTunes Store в день открытия российского отделения интернет-магазина. В начале 2013 года в прокат вышел фильм «Джентльмены, удачи!», в котором Ёлка появилась камео в эпизодической роли и исполнила одну из своих песен.
Летом 2013 года Ёлка представила новую песню «Тело офигело», на которую вскоре был снят клип. Вскоре певица выпустила в виде сингла и песню «Выше», но уже под новым названием — «Лети, Лиза» — и клип на неё. Совместно с рэпером Noize MC исполнила песню «Нам не понять», которая вышла на его альбоме «Неразбериха» в октябре 2013 года.
В августе 2013 года рэпер Жара с Ёлкой записали песню «Новый мир» и вскоре сняли на неё клип.
Сингл Ёлки и группы Бурито «Ты знаешь» был выпущен 18 февраля 2014 года лейблом Velvet Music.
Записанная в жанре поп, «Ты знаешь» является динамичной, танцевальной композицией, с минорной гармонией и элементами танцевальной музыки в аранжировке. Песня получила положительные отзывы от критиков из журнала «Афиша» назвал её «самой популярной русскоязычной песней года».
Песню написали два композитора: Игорь Бурнышев и Игорь Бледный. Песню начали и закончили писать в июне 2013 года. Оповещение о премьере песни и клипа случилось только в феврале 2014 года. Всё это время, с июля по январь они снимали клип на обычные iPhone и использовали при съёмке разные линзы. Режиссёром видео выступил Бурнышев, оператором — Александр Ларин.
23 апреля 2014 года Ёлка выпустила клип и песню «Всё зависит от нас». Песня стала саундтреком к фильму «Подарок с характером». 26 мая участвовала в благотворительном концерте в Москве. 30 мая в московском клубе «Ray Just Arena (Arena Moscow)» состоялся большой сольный концерт Ёлки, на котором она представила четыре новые песни, одну на украинском — «Кохати», на русском: «Море внутри», «Нарисуй мне небо», «Прохожий». 31 мая в концертном зале «Крокус Сити Холл» состоялась четвёртая музыкальная премия телеканала RU.TV.
7 ноября 2014 года состоялся большой концерт Ёлки с презентацией новых песен. 6 декабря в СК «Олимпийский» состоялся ежегодный музыкальный фестиваль «Песня года». На нём Ёлка получила диплом и статуэтку за песню «Нарисуй мне небо», а лучшим композитором стал продюсер её хита «Прованс» — Константин Меладзе.
17 февраля 2015 года в России и странах СНГ вышел пятый студийный альбом Ёлки под названием #Небы, который содержит вышедшие ранее песни «Хочу», «Тело офигело», «Лети, Лиза», «Всё зависит от нас», «Нарисуй мне небо» и дуэт с Burito «Ты знаешь». В том же месяце исполнительница представила клип на композицию «Пара», снятый Игорем Шмелёвым. 23 апреля на премии TopHit Music Awards песня «Ты знаешь» была признана самым ротируемым синглом 2014 года. 23 мая Ёлка одержала победу на премии RU.TV с песней «Всё зависит от нас», которую признали лучшим саундтреком. 18 сентября певица выпустила концертный альбом «#2». 19 ноября состоялась премьера видеоклипа на песню «Грею счастье».

## Артистизм и музыкальный стиль
В начале карьеры музыкальные журналисты выделяли Ёлку прежде всего за её неординарные вокальные данные. Андрей Никитин в Rap.ru писал, что «у певицы… голос нешуточного нерва. Он словно совершенный инструмент, на котором что ни играй — всё здорово». Рита Скитер в InterMedia посчитала, что «голос Ёлки оказался пригоден для воплощения самых смелых музыкальных мечтаний». Борис Барабанов писал о «самобытной вокальной манере» исполнения певицы, а Денис Ступников отмечал запоминающиеся интонации и мощную экспрессию её исполнения. Влад Валов говорил: «Я посмотрел на Ёлку, и пока она что-то напевала в студии, понял, что она сможет спеть всё, что угодно».
Ёлка не являлась автором песен своего дебютного альбома и это, по мнению Скитер, могло разочаровать первых поклонников певицы. Сама исполнительница говорила на это: «Меня многие упрекают, что я просто исполнитель, а не пишу сама. Я не исполнитель. Я — медиум. Это разные вещи. Я просто умею доносить до людей нужные слова». Ёлку относили к жанру русского ритм-н-блюза. Барабанов писал, что «первая песня „Город обмана“ заставила когда-то заговорить о Ёлке как о наследнице славы покойного Михея». Никитин высказывался против такого определения. По его мнению, авторы столичных изданий наградили Ёлку званием «первая отечественная r&b-исполнительница» и прилепили к ней «ходульное выражение „Михей в юбке“», что заставляло «задуматься в компетентности этих людей» и «усомниться в их нравственности». Сама певица скептически относилась к высказываниям критиков и хотя называла свой стиль «тяжёлым гитарным R&B», поясняла, что говорила это в шутку, когда журналисты задавали вопросы о стилистике её музыки.

Когда журналисты начинают меня «пытать», я иногда отвечаю, что мой стиль называется русский жёсткий r’n’b. Естественно, это просто шутка, потому что на самом деле я никогда не задумывалась о том, в каком стиле мы работаем. Мне кажется очень смешным, когда некоторые группы усиленно выдумывают своё собственное музыкальное направление, а потом не могут внятно объяснить, что же это за стиль такой. Вообще, русский r’n’b — это не про меня.— Ёлка в интервью Toppop.ru
Критики отмечали в её песнях влияние ритм-н-блюза, рока, регги, шансона и эстрады. Борис Барабанов отмечал, что наиболее удачными песнями на дебютном альбоме Ёлки стали те, в которых «её представления о современном вокале пересеклись с традициями советской эстрады, а именно в номерах „31 июня“, „Девочка в Пежо“ и „Хорошее настроение“. Эти песни не столько удачи Ёлки, сколько истории о том, как могли бы звучать Ирина Отиева и Лариса Долина, если бы рискнули всерьез обратиться к молодёжной аудитории». Тем не менее, большинство журналистов называли певицу «надеждой поп-музыки».
Долгое время Ёлка оставалась нишевой артисткой со своей небольшой аудиторией. В своих последующих альбомах она продолжала тематику урбанистической жизни в большом городе. Елена Кузьмина из Jamsession.ru писала: «Ёлка — urban-певица, все [её] песни о городе и его жителях». К третьему альбому эксплуатация одних и тех же тем и неизменность музыкального стиля привели к тому, что публика и критики стали терять интерес к исполнительнице. Ёлка говорила, что сама была недовольна сложившейся ситуацией и была готова реализовать свои амбиции. В интервью «Комсомольской правде» она говорила, что провела в Москве девять лет и всё это время не сидела сложа руки: «Я пела песни. Долго. Просто я была достаточно нишевой певицей. Это действительно так. И до какого-то времени меня это устраивало. Поэтому обижаться на это нет смысла. У меня была моя маленькая, но очень верная аудитория». Это предопределило дальнейшие изменения в жизни певицы.
У меня ко всему очень простое отношение. Это все настолько эфемерно, временно. Я сейчас наслаждаюсь тем, что со мной происходит. Этого времени, славы, давящей на меня… Я очень просто живу. Моя жизнь состоит из моих маленьких радостей. Единственное, что может меня чуть-чуть подгружать — это побочные эффекты, которые неизбежны при таких масштабах. Это жёлтая пресса, к которой я отвратительно отношусь.  Даже не потому, что они меня так задели. Просто они ко всем плохо относятся. Забывают о элементарных вещах. Об уважении, о не вторжении в личное пространство. Это единственное. Остальное у меня радужно и превосходно. Моя публика, мои путешествия, моё ворчание. Это всё мои маленькие радости. Я их ждала. Я долго ждала. И через полгода устать от этого? Нет. Оно не давит. Это классно.
Четвёртый альбом стал более зрелой работой, в которой также сохранилось влияние ритм-н-блюза и рока, но добавилась большая доля соула, регги и поп-музыки. Олег Лузин из Weburg.net писал: «К четвёртому студийному альбому „девочка в Пежо“ отказалась от услуг продюсера Влада Валова, фронтмена небезызвестных Bad Balance, и стала полностью независимой. Это повлекло за собой коренной перелом в творчестве певицы: от R’n’B и альтернативного рока Ёлка переметнулась в стиль поп, что оправдало себя на все сто процентов». В «Комсомольской правде» отмечали, что за последние два года критика и публика «вознесли [Ёлку] до небес» и всё чаще стали называть её «чуть ли не первой достойной исполнительницей, появившейся после Земфиры, а также главной надеждой русской эстрады»: «…под этот Новый год её буквально рвали на части. И всё благодаря затейливой песенке про Прованс, которая буквально вытолкнула певицу на большую сцену из её „клубной“ ниши, где она пела лет пять насмешливые песенки типа „Мальчик-красавчик“ и „Девочка в маленьком Пежо“», — писала Елена Лаптева, отмечая, что альбом Точки расставлены укрепил её в статусе «сверхновой». Андрей Васянин в «Российской газете» отмечал, что последний альбом певицы многие посчитали более мейнстримным по сравнению с предыдущими, но более хитовым и качественным по звуку. Описывая поведение Ёлки на сцене, он находил противоречие между музыкальным материалом («звучным, полноценным, требовавшим от всех участников концерта настоящего мастерства, близким к соулу и поп-року») и её «легковесным, совершенно эстрадным» поведением на сцене. «Для самой певицы тут никаких противоречий нет — Ёлка и говорит о себе в том смысле, что она ни рок, ни альтернатива, а поп-исполнитель, хотя „неординарный и с сюрпризами“», — пришёл к выводу журналист.
В обзоре концерта певицы в московском СК «Олимпийский», Гуру Кен писал, что «теперь именно она [Ёлка] задает тренды во всей отечественной поп-музыке. Что же за тренды? Максимум живого звука на концерте (но не целиком!), отменный вокал, умение проживать песню, микс из евро-попа и ритм-н-блюза во всевозможных конфигурациях». Журналист, отмечая аншлаг на концерте, посчитал, что массовая публика позволит Ёлке исполнять более экспериментальную музыку («интеллигентный ритм-н-блюз с регги») только до тех пор, пока у неё будут выходить такие хиты, как «Прованс» и «Около тебя». Михаил Марголис в «Известиях» писал, что «Прованс» принёс исполнительнице широкую известность: «Стильный этюд о беспроблемном перелете романтичной красотки из Борисполя во Францию вознёс Ёлку в 2011-м на макушку популярности, откуда она спускаться пока не хочет», — и сравнивал степень её популярности в России с успехом Адель по всему миру.

## Реакция критики
| Оценки критиков | Оценки критиков |
| Источник        | Оценка          |
| --------------- | --------------- |
| InterMedia      | (положительная) |
| KM.ru           | (положительная) |
| Rap.ru          | (нейтральная)   |

| Оценки критиков | Оценки критиков |
| Источник        | Оценка          |
| --------------- | --------------- |
| NewsMusic       | (отрицательная) |
| Tektonika       | (положительная) |
| Jamsession.ru   | (положительная) |

| Оценки критиков | Оценки критиков |
| Источник        | Оценка          |
| --------------- | --------------- |
| InterMedia      | [ 36 ]          |
| Billboard       | (нейтральная)   |

После выпуска дебютного альбома певица получила несколько положительных отзывов от музыкальных критиков. Денис Ступников в KM.ru писал, что Ёлка «звучала так, как звучит мало кто в русской музыке — необычный голос и мастерское владение им, запоминающиеся интонации, мощная экспрессия». Рита Скитер в InterMedia отмечала, что Ёлка одна из немногих исполнительниц, которая действительно поёт, а альбом имеет фирменное звучание и необычную подачу материала. Борис Барабанов в газете «Коммерсантъ» писал, что «первая песня „Город обмана“ заставила когда-то заговорить о Ёлке как о наследнице славы покойного Михея из проекта „Джуманджи“», но дебютный альбом вывел её в категорию «главной надежды российской популярной музыки». Андрей Никитин в Rap.ru дал альбому сдержанную оценку, написав: «Рассуждая о музыке, аранжировках и текстах приходится быть сдержаннее в оценках — „неплохо“, „крепко“, „местами не без изящества“, но только местами. В целом же эти составляющие особых восторгов не вызывают — хотя не вызывают и вопросов». Второй альбом Тени получил положительный отзыв от Сергея Горцева на Tektonika, который посчитал, что «если первый альбом „Город обмана“ (2005) заставил заговорить о Ёлке, как о талантливой и многообещающей певице, то „Тени“ сразу вводит её в первый ряд отечественных исполнителей. Альбом очень хорош». Гуру Кен напротив назвал альбом провальным и слишком «попсовым».
| Оценки критиков | Оценки критиков |
| Источник        | Оценка          |
| --------------- | --------------- |
| Billboard       | (положительная) |
| InterMedia      | [ 42 ]          |
| Maptype.com     | (нейтральная)   |
| Music.com.ua    | (7/10)          |
| NewsMusic       | (8.5/10)        |
| Shoowbiz.ru     | [ 85 ]          |
| TimeOut         | (положительная) |
| Weburg.net      | (7.5/10)        |
| Афиша           | [ 77 ]          |
| Вголос          | (отрицательная) |
| Известия        | (положительная) |
| Ва-Банк         | (положительная) |
| МК              | (положительная) |
| Собеседник      | (положительная) |

В рецензии на третий альбом певицы Алексей Мажаев писал, что «однообразие вокальной манеры и музыкального материала вызывает досаду», но тем не менее «ставить крест на певице Ёлке после её третьего альбома рано. Ясно, что потенциал у певицы мощный, осталось только найти русло для его реализации». Михаил Баев в журнале Billboard отмечал, что «поскольку „Этот великолепный мир“ — уже третий альбом проекта, эксплуатирующий одни и те же идеи, он по определению не вызывает такого интереса, как прежние работы».
Четвёртый альбом исполнительницы Точки расставлены получил положительные отзывы. Борис Барабанов из газеты «Коммерсантъ» писал, что главное ощущение, которое оставляет альбом — «Ёлка полностью раскрылась как вокалистка, сделав это на молодом и свежем песенном материале» и добавил: «Этот диск точно будут слушать». Олег Лузин на сайте Weburg.net писал, что по новым песням видно: Ёлка экспериментирует и готова открывать новые горизонты. Алексей Мажаев поставил альбому высший балл, при этом отметив, что это был «второй или третий раз» в истории рубрики. Журналист назвал Точки расставлены не просто переходом «из одной субкультуры в другую, более массовую», а претензией на «всесоюзное господство». Назвав Ёлку «главной певицей», автор отмечал, что её «не смутят даже глупые барьеры, все ещё стоящие между как бы роком и как бы попсой… Вообще же на новом альбоме Ёлка органична в самых разных жанрах, причём везде абсолютно узнаваема». Дмитрий Прочухан из NewsMusic.ru также дал альбому высокую оценку. По его мнению, на новом альбоме «достигнут практически идеальный баланс между качественной музыкой, грамотными аранжировками и доступностью музыки самому широкому кругу слушателей». Автор добавил: «Ёлку по праву можно считать претенденткой на вакантный трон первой леди отечественной поп-музыки». Константин Баканов в «Собеседнике» также положительно отозвался об альбоме, отмечая, что на нём Ёлка стирает грани между «попсой» и «непопсой». Журналист посчитал, что пластинка сделана в «удобоваримом» формате, чтобы быть услышанной среднестатистическим слушателем.
Александр Горбачёв в «Афише» дал положительную оценку альбому. Автор назвал альбом в целом связным произведением и отмечал, что «из альбома „Точки расставлены“, конечно, никаких глобально-исторических выводов не следует — но, как это ни парадоксально, в отечественной поп-музыке и правда стали происходить положительные сдвиги». Негативную рецензию пластинка получила в украинском издании «Вголос». Александр Ковальчук писал, что Ёлка «полностью растворилась в метафизическом свете предпочтений своих продюсеров, но это ещё не значит, что это встреча с Богом». Позитивную оценку альбому также дали Николай Смирнов в издании «Ва-Банк», Николай Фандеев из Shoowbiz.ru, Илья Легостаев в «Московском Комсомольце», Антон Скултан в Maptype.com, Александр В. Волков, обозреватель газеты «Известия», и Joy Tartaglia на сайте Music.com.ua.

## Публичный образ
Когда Ёлка впервые появилась на сцене, она сама описывала свой образ, как «пацанский». Екатерина Таранова из KM.RU описывала его, как подростковый и отмечала, что певица появлялась на публике «с короткой вызывающей стрижкой, в джинсах, кроссовках и с плюшевыми игрушками в руках». Катя Перец из Plitkar.com.ua писала, что артистка поначалу заняла на сцене «нишу эдакой русскоязычной Pink». Отмечалось, что необычность её образа сыграла свою роль в её популярности: «…девушка и вправду выглядела очень экстравагантно — лысая голова, тяжёлый макияж, куча пирсинга, наряды, которые тяжело назвать женственными… Всё это было частью её образа и всё-таки сослужило свою роль — её заметили, полюбили, песни Ёлки стали занимать первые места в чартах». Ёлка была склонна к экспериментам с внешним видом ещё живя в Ужгороде. Она красила волосы в ярко-красный цвет и говорила, что для её родного города это было очень смелым поступком: «Вы не представляете, что значит ходить по Ужгороду с ярко-красными волосами», — и рассказывала, что к выбору одежды подходит более просто: «Что же касается одежды, то я не способна что-либо продумывать в принципе. Что под руку подвернулось, то и надела. Чаще всего все происходит интуитивно — хочу это и всё!». Родители спокойно относились к экспериментам Ёлки с внешностью: «Папа с мамой не были против моей первой татуировки и абсолютно нормально отреагировали на то, что в 15 я побрилась налысо». В интервью «Московскому комсомольцу» она объясняла, что пользуется услугами стилистов только на съёмках клипов, чтобы была возможность профессионально воплотить её идеи, а в обычной жизни нет «человек[а], которому я бы говорила: „А ну-ка придумай мне тут имидж!“ — такого нет. Я причесываюсь дома сама».
Исполнительница говорила, что на сцене она «концентрат того», кем она является в реальной жизни: «То есть, если в жизни я могла бы растянуть какую-то эмоцию недели на две, то на сцене она вырывается из меня за три секунды». Ёлка не рассказывает о свой личной жизни в интервью и она объясняла свою позицию в этом вопросе так: «Почему я так суеверна и так оберегаю всё, что касается личной жизни? Потому что все начинают очень болезненно интересоваться подробностями, разнюхивать. Это страшно мешает и разрушает». Исполнительница также говорила, что артисты должны быть социально ответственными и в связи с этим отказалась от курения:

Артисты должны быть ответственными — осознавать, что они несут в массы. Они должны осознавать, какой пример они подают. Я, кстати, не сразу въехала в это. Потом я посмотрела одно интервью, где я «красиво» сижу, «на понтах» вся, с сигаретой — я ещё тогда курила. Это так ужасно, это отвратительно! Мне очень стыдно за себя. Я себе тогда дала зарок, что я в кадре больше никогда в жизни не буду курить. Потом, несколько лет спустя решила, что вообще не буду курить, и я прекрасно себя чувствую. Я не афиширую это, не бью себя пяткой в грудь, но я верю, что для кого-то это тоже станет примером, или хотя бы натолкнет на какую-то мысль.— Ёлка
В 2010 году, с переменами в музыкальном стиле, стал меняться и образ Ёлки. Она объясняла это естественными причинами: взрослением, переосмыслением ценностей. "Я всё меняю! Очень многие приписывают мне недобровольность смены моего имиджа. Я часто слышу эти разговоры: «Вот раньше вы были „пацанкой“, а теперь…». Никто меня ничего делать не заставлял. Это просто момент взросления. Я могу и так, а кеды никуда не делись", — рассказывала певица. Впервые изменения проявились, когда исполнительница выступила в качестве судьи на украинском шоу «X-Фактор»: «Ёлка стала стильной гламурной дамой с правильным макияжем и прической, которая выгодно подчеркивает красивые черты лица певицы. Теперь её наряды — образец стиля, образы продуманны до мелочей, она стала мягче и светлее — это отмечают все фанаты певицы».
Мне комфортно и в том и в другом образе. Просто 8-10 лет назад я была другой. Мне нравился иной стиль как в музыке, так и в одежде. Но рано или поздно происходит период взросления, когда тебе хочется меняться и совершенствоваться. И это здорово, когда тебе нравится результат, когда ты довольна отражением, увиденным в зеркале. Но, несмотря на то, что сейчас я больше похожу на романтичную влюбленную девушку, можете быть уверены, что в случае чего с ноги дать смогу.
В видеоклипе на песню «Прованс» Ёлка предстала в совершенно новом образе: «в элегантном белом платье, туфлях на каблуках, с красивой причёской». Ёе стали называть одной из самых стильных певиц в российском шоу-бизнесе. В интервью журналу OK! она говорила, что тем не менее не пытается угнаться за модой: «Мода такая капризная штука! Лет десять назад было достаточно просто, а сейчас тяжело уследить за всеми трендами и направлениями, и это при том, что мода циклична. Для меня важнее быть стильной. Лучше по крупицам собирать свой стиль, чем гнаться за модой и в результате выглядеть нелепо. Я против фанатичного следования модным тенденциям». В числе своих любимых модельеров Ёлка называет украинского дизайнера Лилию Литковскую, которая создаёт для неё концертные наряды.

## Концертная группа
Ёлка гастролирует с постоянным составом музыкантов, участники которого также принимают участие в аранжировке её песен. На больших сольных концертах певица выступает с расширенным составом музыкантов: гитарист, басист, клавишник, ударник, диджей и духовые. Также в выступлениях исполнительницы задействован танцевальный коллектив Loonyband, креативная команда которого, возглавляемая Катей Решетниковой, занимается оформлением сцены, видеоряда и постановкой танцевальных номеров для концертов Ёлки. Постоянный концертный состав исполнительницы ранее включал: Владимира Ванцова (гитара), Катю Семёнову (бас) и DJ Lenar. На данный момент состоит из:
- Ёлка — вокал
- Лев Трофимов — клавиши
- Александр Кульков — барабаны
- Владислав Цалер — бас
- Дмитрий Тюзе — гитара
- DJ Lenar — диджей
- Александр Перфильев — звукорежиссёр
- Евгений (Dave) Субботин — stage manager/backliner
- Олег Остапчук — саксофон
- Алексей Бондаренко — звук
- Константин Куликов — труба, перкуссия[источник не указан 854 дня]

## Фильмография
| Год  |    | Название                        | Роль                              |
| ---- | -- | ------------------------------- | --------------------------------- |
| 2005 | мф | Правдивая история Красной Шапки | Красная Шапка (дубляж)            |
| 2012 | ф  | Джентльмены, удачи!             | Звезда на корпоративе             |
| 2013 | с  | САШАТАНЯ                        | Звезда, подруга Тани              |
| 2013 | ф  | Вот это любовь!                 | Певица на концерте                |
| 2014 | ф  | Подарок с характером            | камео                             |
| 2014 | с  | Схватка                         | Генеральный директор Арт-компании |
| 2015 | ф  | Про любовь                      | камео                             |

## Дискография
Студийные альбомы
- «Город обмана» (2005)
- «Тени» (2006)
- «Этот великолепный мир» (2008)
- «Точки расставлены» (2011)
- «#Небы» (2015)
- #2 (2015)
- «Явь» (2019) — как ЯАVЬ
- Past Perfect (2020)
- «Без обид» (2021)